# Élections législatives cubaines de 2023
Les élections législatives cubaines de 2023 ont lieu le 26 mars 2023 afin de renouveler pour cinq ans l'ensemble des sièges de l'Assemblée nationale du pouvoir populaire de Cuba.
Seuls en lice dans le contexte d'un régime à parti unique, les candidats du Parti communiste de Cuba (PCC) et apparentés remportent la totalité des sièges.

## Contexte

### Réforme constitutionnelle de 2018

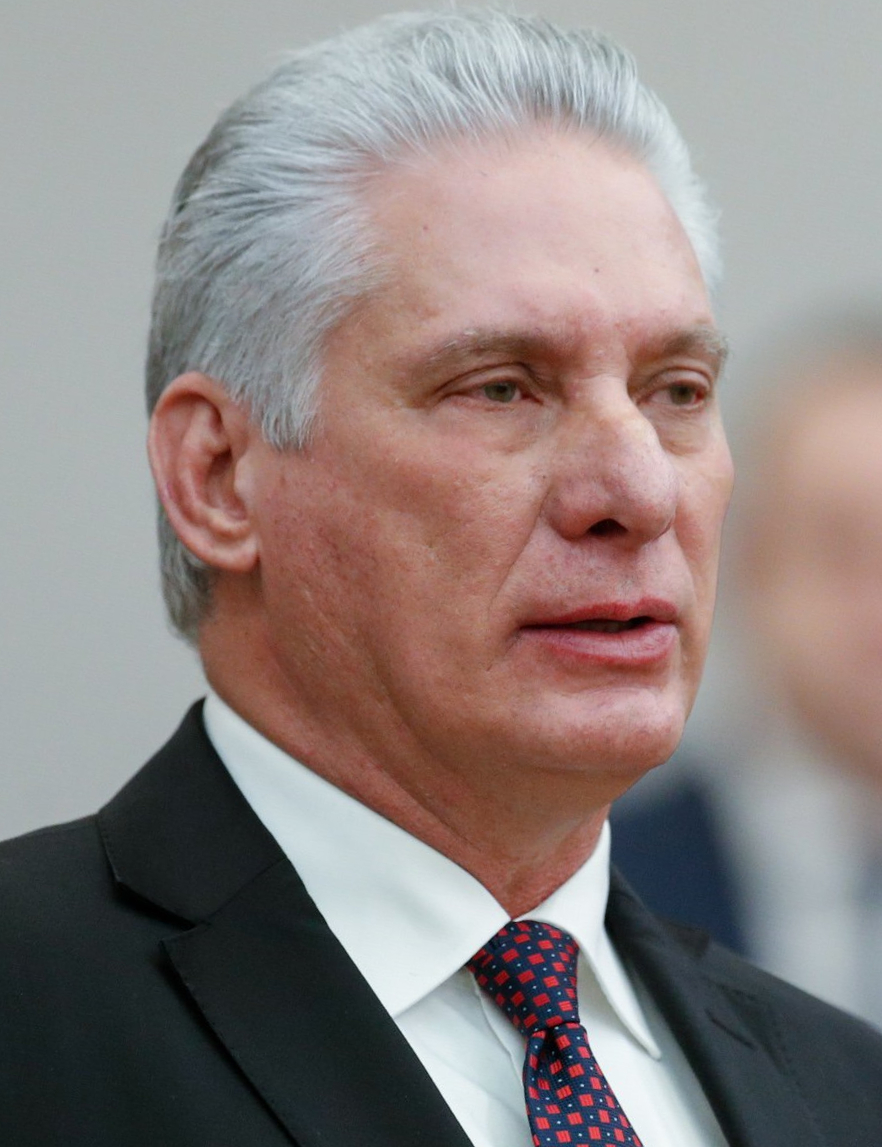
Miguel Díaz-Canel

En tant que régime à parti unique, Cuba n'est généralement pas considéré comme une démocratie. Freedom House résume ainsi la situation dans le pays début 2021 : « Cuba est un pays communiste à parti unique qui interdit le pluralisme politique et les médias indépendants, réprime ses opposants et limite sévèrement les libertés de base. »
Les précédentes élections organisées en mars 2018 ont eu lieu en pleine période de transition à la suite de la mort en 2016 du dirigeant historique de la révolution cubaine, Fidel Castro et du retrait annoncé de son frère, le président Raúl Castro, en 2018. Le 19 avril 2019, la nouvelle Assemblée nationale du pouvoir populaire élit Miguel Díaz-Canel, seul candidat, à la tête du Conseil d'État et du Conseil des ministres, faisant de lui le chef de l'État et du gouvernement,. L'année suivante, Miguel Díaz-Canel est élu par l'assemblée au poste de président de la république de Cuba, à la suite de l'adoption par référendum d'une nouvelle constitution. Cette dernière rétablit notamment les postes de président et vice-président de la république ainsi que celui de Premier ministre, et réduit de 31 à 21 le nombre de membres du Conseil d'État. Tous sont élus après les élections législatives par l'assemblée, qui connait par ailleurs une réduction de 605 à 474 sièges. La transition ne revient cependant pas sur la nature non-démocratique du régime.

### Crise économique et politique
Les élections législatives de 2023 interviennent dans le contexte d'une sévère crise économique — la pire subie par le pays depuis trois décennies — qui entraine des pénuries de nourriture de médicaments et de carburant. Déjà marquée depuis 1962 par un embargo de la part des Etats unis voisins, l'économie cubaine subit le contrecoup de la pandémie de Covid-19, ainsi que les effets d'une réforme monétaire ayant mis fin à la parité du peso cubain avec le dollar américain. Cette dernière aboutit à une spirale inflationniste, le taux de change passant en deux ans de 24 à 120 pesos pour un dollar, voire 185 au marché noir. Malgré la légalisation du travail des indépendants et des Petite ou moyenne entreprise, le gouvernement de Miguel Díaz-Canel ne met pour autant pas complètement fin au système économique communiste en vigueur sur l'île. Du fait de la crise, l'émigration cubaine connait un nouveau record avec l'exode de plus de 300 000 Cubains sur la seule année 2022,,. L'incapacité du gouvernement à résoudre les graves problèmes économique entraine une remise en cause du pouvoirs et des institutions. D'importantes manifestations réprimées par le pouvoir en juillet 2021 font un mort, des dizaines de blessés, plus de 1 300 arrestations et près de 500 condamnation à des peines allant jusqu'à vingt-cinq ans de prison. Il s'agit alors des plus grandes manifestations depuis 1959 sur l'île. Si Miguel Díaz-Canel réussit la transition générationnelle au sein du gouvernement, il est ainsi confronté à une crise marquée du système institutionnel dans son ensemble,.

## Système électoral

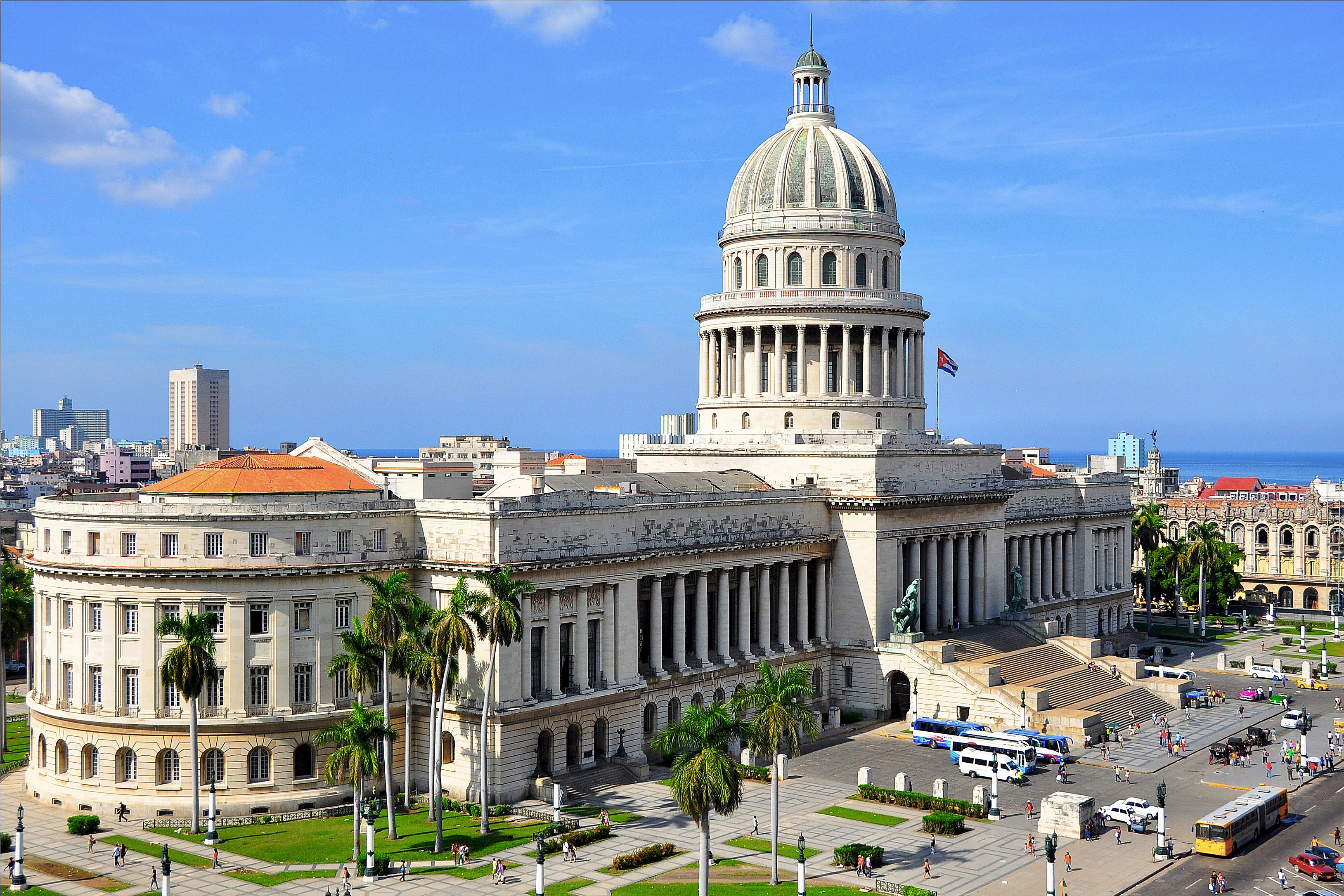
El Capitolio, siège de l'Assemblée à La Havane.

Le modèle politique cubain repose sur un système à parti unique. Il n'est pas nécessaire d'être membre du Parti communiste cubain pour se présenter aux élections, mais les opposants sont écartés par le système de sélection des candidats placé sous l'égide du parti. Les citoyens au niveau de la commune se réunissent avant l'élection pour proposer plusieurs candidats, représentant la moitié du total de candidats pré-déterminé. L'autre moitié de candidats est proposée par des assemblées de représentants des mouvements et syndicats des travailleurs, de la jeunesse, des femmes, des étudiants et des paysans, ainsi que de membres des Comités de défense de la révolution. La Commission nationale des candidatures examine les propositions et retient, dans la liste, autant de candidats qu'il y a de sièges à pourvoir, soit entre un et huit par circonscription. La sélection s'opère sur la base de critères comme le mérite, le patriotisme, les valeurs morales et le passé révolutionnaire.
L'Assemblée nationale du pouvoir populaire est composée de 470 sièges pourvus pour cinq ans au scrutin de liste majoritaire avec listes ouvertes et vote préférentiel. Le pays est subdivisé en circonscriptions électorales de un à huit sièges, le vote prenant la forme d'un scrutin uninominal majoritaire à un tour dans les circonscriptions d'un seul siège. Sont élus les candidats remportant la majorité absolue des voix dans leur circonscription. En pratique, les électeurs votent à bulletin secret soit pour l'ensemble des candidats de la liste présentée dans leur circonscription, soit pour certains d'entre eux, soit laissent leur bulletin blanc, sans possibilité de voter contre les candidats. En théorie, si aucun candidat ne recueille la majorité absolue dans une circonscription, le ou les sièges restent vacants à moins que le Conseil d’État n'ordonne la tenue d'un second tour dans cette circonscription. Depuis la mise en place de l'Assemblée nationale du pouvoir populaire, aucun candidat n'a jamais perdu une élection,,.
Le droit de vote s'obtient à seize ans, mais les candidats doivent avoir au moins dix-huit ans. Par tradition, les urnes électorales sont « gardées » par des enfants et des adolescents le jour de l'élection, les associant ainsi au scrutin bien qu'ils ne puissent pas voter. Il n'y a pas de campagne électorale. Des informations biographiques relatives à chaque candidat sont affichées en public par les autorités. Après l'élection, chaque député est censé rendre compte de ses activités à ses électeurs, qui peuvent en principe le démettre de ses fonctions en cours de mandat.

## Résultats
|                                      |                                      |                             |           |       |        |     |  |  |  |
| Parti                                | Parti                                | Parti                       | Voix      | %     | Sièges | +/- |  |  |  |
|                                      |                                      | Votes pour la liste entière | 4 012 864 | 72,10 | 470    | 135 |  |  |  |
|                                      | Votes préférentiels                  | 1 552 776                   | 27,90     |       | 470    | 135 |  |  |  |
| Total Parti communiste et apparentés | Total Parti communiste et apparentés | 5 565 640                   | 100       |       | 470    | 135 |  |  |  |
|                                      |                                      |                             |           |       |        |     |  |  |  |
| Votes valides                        | Votes valides                        | Votes valides               | 5 565 640 | 90,28 |        |     |  |  |  |
| Votes blancs                         | Votes blancs                         | Votes blancs                | 383 316   | 6,22  |        |     |  |  |  |
| Votes nuls                           | Votes nuls                           | Votes nuls                  | 215 920   | 3,50  |        |     |  |  |  |
| Total                                | Total                                | Total                       | 6 164 876 | 100   | 470    | 135 |  |  |  |
| Abstentions                          | Abstentions                          | Abstentions                 | 1 964 445 | 24,16 |        |     |  |  |  |
| Inscrits / participation             | Inscrits / participation             | Inscrits / participation    | 8 129 321 | 75,84 |        |     |  |  |  |

## Analyse
Seuls en lice, tous les candidats du Parti communiste de Cuba (PCC) et apparentés recueillent une majorité absolue de suffrages favorables, et sont donc tous élus,.
En l'absence d'opposition, l'évaluation du soutien de la population au gouvernement se porte sur le taux de participation qui, avec près de 76 % des inscrits connaît une nouvelle baisse à l'occasion de ce scrutin, poursuivant plusieurs décennies de baisse continue. Elle avait ainsi été de 91 % en 2013 et 85 % en 2018,,. L'assemblée nouvellement élue procède le 19 avril suivant à l'élection du président de la république, peu après sa session inaugurale,.